# Kampfgeschwader 27
A Kampfgeschwader 27 Boelcke foi uma unidade aérea da Luftwaffe de bombardeiros durante a Segunda Guerra Mundial.
Na actualidade, o título de honra "Boelcke" ainda está na Luftwaffe, na Jagdbombergeschwader 31 Boelcke.

## Geschwaderkommodoren
| Comandante                             | Data                                         |
| -------------------------------------- | -------------------------------------------- |
| Oberst Hans Behrendt                   | (1 de Setembro de 1939 -? Novembro de 1939)  |
| Generalmajor Richard Putzier           | (? Novembro de 1939 -? Dezembro de 1939)     |
| Oberst Hans Behrendt                   | (? Dezembro de 1939 - 22 de Junho de 1940)   |
| Oberstleutnant Bernhard Georgi         | (22 de Junho de 1940 - 25 de Julho de 1940)  |
| Oberst Gerhard Conrad                  | (25 de Julho de 1940 - 6 de Outubro de 1940) |
| Major Gerhard Ulbricht                 | (6 de Outubro de 1940 -? Dezembro de 1941)   |
| Oberst Hans-Henning Freiherr von Beust | (? Janeiro de 1942 -? Novembro de 1943)      |
| Major Rudi Kiel                        | (? Novembro de 1943 - 8 de Maio de 1945)     |

## Stab
Formado em 1 de Maio de 1939 em Hanôver-Langenhagen a partir do Stab/kg 157. A Stabs-Staffel existed 5.39 - 10.42.
No dia 23 de Novembro de 1944 foi redesignado Stab/kg(J)27, sendo dispensado em 8 de Abril de 1945.

## I. Gruppe

### Gruppenkommandeure
- Obstlt Graumnitz, 1 de Maio de 1939 - 1 de Outubro de 1939
- Maj Sigismund Freiherr von Falkenstein, 1 de Outubro de 1939 - 31 de Maio de 1940
- Maj Gerhard Ulbricht, 1 de Junho de 1940 - Novembro de 1940
- Hptm Fritz Reinhard, Novembro de 1940 - 8 de Julho de 1941
- Maj Hubertus Lessmann, Julho de 1941 - 29 de Dezembro de 1941
- Hptm Joachim Petzold, 1943

Formado em 1 de Maio de 1939 em Hanôver-Langenhagen a partir do I./kg 157 com:
- Stab I./KG27 a partir do Stab I./KG157
- 1./KG27 a partir do 1./KG157
- 2./KG27 a partir do 2./KG157
- 3./KG27 a partir do 3./KG157

No dia 23 de Novembro de 1944 foi redesignado I./kg(J)27, sendo dispensado em 8 de Abril de 1945.

## II. Gruppe

### Gruppenkommandeure
- Maj de Salengre Drabbe, 1 de Maio de 1939 -?
- Maj Tamm, 1940
- Maj Schlichting, 1940 - 12 de Agosto de 1940
- Hptm Reinhard Günzel, Agosto de 1940 - Janeiro de 1943
- Maj Karl August Petersen, Janeiro de 1943 - 15 de Março de 1944

Formado em 1 de Maio de 1939 em Wunstorf a partir do II./kg 157 com:
- Stab II./KG27 a partir do Stab II./KG157
- 4./KG27 a partir do 4./KG157
- 5./KG27 a partir do 5./KG157
- 6./KG27 a partir do 6./KG157

No dia 23 de Novembro de 1944 foi redesignado II./kg(J)27, sendo dispensado em 8 de Abril de 1945.
- Oberst Dr. Sommer, 1 de Maio de 1939 - 26 de Junho de 1939
- Maj Andreas Nielsen, 26 de Junho de 1939 - 24 de Fevereiro de 1940
- Hptm Schirmer, Fevereiro de 1940 - 1940
- Maj Manfred Speck von Sternberg, 1940 - 22 de Outubro de 1940
- Hptm Hans-Henning Frhr. von Beust, Outubro de 1940 - Janeiro de 1942
- Maj Erich Thiel, 1942 - 22 de Abril de 1943
- Hptm Karl Mayer, Abril de 1943 -?

Formado no dia 1 de Maio de 1939 em Delmenhorst a partir do III./kg 157 com:
- Stab III./KG27 a partir do Stab III./KG157
- 7./KG27 a partir do 7./KG157
- 8./KG27 a partir do 8./KG157
- 9./KG27 a partir do 9./KG157

No dia 23 de Novembro de 1944 foi redesignado III./kg(J)27. Foi dispensado no dia 8 de Abril de 1945.

## Gruppenkommandeure
- Olt Bernhard Schlafke, 24 de Novembro de 1940 - Março de 1941
- Hptm Johannes Lorenz, 13 de Março de 1941 - 24 de Setembro de 1941
- Hptm Hellmann, 25 de Setembro de 1941 - Outubro de 1941
- Hptm Gerhard Braunschweig, 30 de Outubro de 1941 - 30 de Novembro de 1942
- Maj Walter Engel, 1 de Dezembro de 1942 - 23 de Novembro de 1944

Formado em Julho de 1940 em Avord como sendo o Erg.Gruppe/KG27 contando com 3 staffeln (2 com Ju  52 e 1 com He 111):
- 1./Erg.Gr. KG27
- 2./Erg.Gr. KG27
- 3./Erg.Gr. KG27

No dia 24 de Novembro de 1940 foi reduzido para Erg.Staffel/KG27, mas novamente adicionado ao Gruppe em 13 de Março de 1941:
- Stab/Erg.Gr. KG27 novo
- 1./Erg.Gr. KG27 a partir do Erg.Sta./KG27
- 2./Erg.Gr. KG27 novo
- 3./Erg.Gr. KG27 novo

No dia 19 de Abril de 1941 foi renomeado IV./KG27:
- Stab IV./KG27 a partir do Stab/Erg.Gr. KG27
- 10./KG27 a partir do 1./Erg.Gr. KG27
- 11./KG27 a partir do 2./Erg.Gr. KG27
- 12./KG27 a partir do 3./Erg.Gr. KG27

O 13./KG27 foi formado em Agosto de 1942 em Hanôver-Langenhagen.
No dia 23 de Novembro de 1944 o IV./KG27 se tornou Erg.KGr.(J):
- Stab IV./KG27 se tornou Stab/Erg.KGr.(J)
- 10./KG27 foi dispensado
- 11./KG27 foi dispensado
- 12./KG27 se tornou 1./Erg.KGr.(J)
- 13./KG27 se tornou 2./Erg.KGr.(J)

## 14.(Eis)/KG27
Foi formado em Janeiro de 1943 em Charkow-Woitschenko, sendo dispensado em Março de 1945.